# Geoje Citizen FC
Geoje Citizen FC ist ein Fußballfranchise aus der Stadt Geoje in Südkorea. Der Verein spielt aktuell in der K4 League, der vierthöchsten Spielklasse Südkoreas.

## Geschichte

### Gründung (2020)
Die ersten Pläne zur Vereinsgründung entstanden im Dezember 2019, als die Stadt bekannt gab, ein eigenes Franchise gründen zu wollen. Im Verlauf des darauffolgenden Jahres, wurden die Pläne konkreter und letztendlich von der Stadtverwaltung auch verabschiedet. 7. Mai 2020 wurde die offizielle Vereinsgründung vollzogen. Erster Trainer des Vereins wurde Song Jae-kyu. Ende Oktober, Anfang November begann anschließend die Vereinsführung mit den ersten Spielertests.

### Premieren-Spielzeit (2021)
Anfang 2021, gab der Verein den 20-Mann-Kader für die erste Spielzeit bekannt. Unter den neuen Spielern, befinden sich einige Spieler aus der Jugendakademie von Ulsan Hyundai.

### Historie-Übersicht
| Saison | Liga      | Kl. | Vereine | Spiele | Pl. | S  | U | N | Tore  | Pkt. | KFA Cup            | Play-Off           | Trainer      |
| 2021   | K4 League | 4   | 16      | 30     | 6.  | 13 | 8 | 9 | 50:39 | 47   | Nicht Teilgenommen | Nicht Qualifiziert | Song Jae-kyu |
| 2022   | K4 League | 4   | 18      | 34     |     |    |   |   | -:-   |      | 1. Hauptrunde      |                    | Song Jae-kyu |

## Stadion
| Stadion | Name          | Eigentümer            | Eröffnung | Nutzungszeitraum | Nutzungszeitraum |
| Stadion | Name          | Eigentümer            | Eröffnung | Von              | Bis              |
| ------- | ------------- | --------------------- | --------- | ---------------- | ---------------- |
|         | Geoje-Stadion | Stadtverwaltung Geoje | 1993      | 2021             | Bis jetzt        |